# Nicander

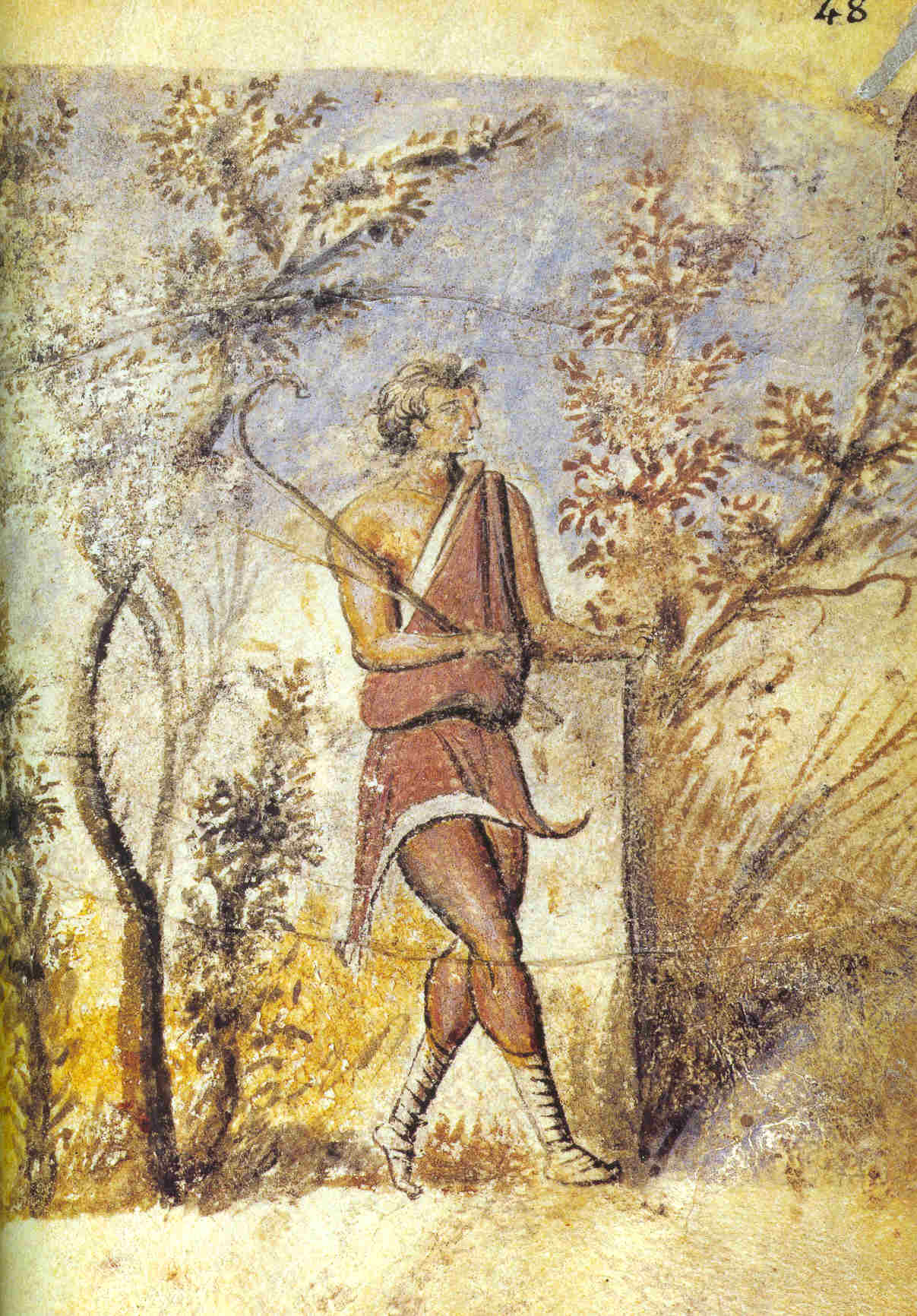
Nicander in een handschrift van de Theriaca (10e eeuw, Constantinopel).

Nicander van Colophon (Oudgrieks: Νίκανδρος ὁ Κολοφώνιος, Níkandros ho Kolophṓnios) (ca. 150 v.Chr.) was een Alexandrijns grammaticus, dichter en geneesheer.
Van hem zijn twee geneeskundige leerdichten bewaard: de Theriaca (Θηριακά / Thēriaká), over middelen tegen de beet van gifslangen, en Alexipharmaca (Ἀλεξιφάρμακα / Alexiphármaka), over middelen tegen vergiftigde spijzen. In de latere Romeinse tijd, tot in de Byzantijnse tijd toe,  bleef men dit droge leerdicht in geneeskunde, astronomie, geografie en andere wetenschappen bij voortduring gebruiken.
Zijn voornaamste werk, de Heteroioumena (Ἑτεροιούμενα / Heteroioúmena), is een van de bronnen geweest voor de Metamorphosen van  Ovidius. Nicanders werken werden door Aemilius Macer, een vriend van Vergilius en Ovidius, in Latijnse verzen vertaald.